# FK Daşoguz
FK Daşoguz är en turkmenisk fotbollsklubb från Daşoguz. De spelade senast säsongen 2011 i Ýokary Liga. I maj 2010 ändrades klubbens namn till sitt nuvarande, från Turan Daşoguz, efter beslut av det turkmeniska fotbollsförbundet. Efter att ha slutat sist i Ýokary Liga 2011 flyttades klubben ner och man fick därav spela säsongen 2012 i en lägre division. Inför Ýokary Liga 2013 flyttades klubben upp igen.